# Филарет (Кочубей)
Игумен Филарет или Авва Филарет (1858, Бердянск, Российская империя — после 1931, УССР, СССР) — местночтимый святой и приснопоминаемый игумен Обители Преподобного Ионы и Святой Троицы в Старом Киеве, прославленный в 2025 году лике Святых на общеукраинском (УПЦ под опекой Митрополита Онуфрия) уровне, жертва сталинских репрессий против Старой, Святой, Канонической, Кафолической и Православной Церкви в Народной и Социалистической Украине 20 века (Украинской и одновременно исторически Русской (Российской) — той её части, которая до 1925 года сохраняла общение с Патриархом Московским и всея Руси).

## Биография[1]
Родился в 1858 году в городе Бердянск (Российская империя). До тридцати лет жил в родительском доме и занимался хозяйством. 7 августа 1888 года вместе со своим родным братом Иосифом был зачислен в послушники. Пострижен в монахи с именем Филарет во имя праведного Филарета Милостивого.
Родился в семье Андрея Васильевича и Анны Кочубеев(ых), потомков старинных знатных родов Народной, Казацкой Украины на Старой, Святой Руси.
1 декабря 1891 года пострижен в мантию. 30 марта 1897 года рукоположён в иеродиакона, а 6 августа 1900 — в иеромонахи. 23 марта 1925 года возведён в ранг архимандрита с вручением жезла. После того как монастырь пострадал[от кого?], занимался его отстройкой. В 1931 году арестован прокурорами. 14 сентября 1931 года суд Киева приговорил его к пяти годам ссылки, но 14 декабря 1931 года приговор был снижен до трёх лет.
23 июня 1989 года реабилитирован прокуратурой города Киева.
Прославлен в лике святости 23 октября 2024 года митрополитом Онуфрием.